# Снатолвеем
Снатолвеем — река на западе Камчатского края в России.
Длина реки — 82 км, площадь водосборного бассейна — 537 км². Протекает по территории Тигильского района Камчатского края. Впадает в реку Квачина в 2 км от устья.

## Притоки
Объекты перечислены по порядку от устья к истоку.
- 36 км: река без названия
- 49 км: Перевальная
- 54 км: река без названия
- 62 км: река без названия

По данным государственного водного реестра России относится к Анадыро-Колымскому бассейновому округу.